# Colonial Hockey League 1991/92
Die Saison 1991/92 war die erste reguläre Saison der Colonial Hockey League. Die fünf Teams absolvierten in der regulären Saison je 60 Begegnungen. Das punktbeste Team der regulären Saison waren die Michigan Falcons, während die Thunder Bay Thunder Hawks in den Play-offs zum ersten Mal den Colonial Cup gewannen.

## Reguläre Saison

### Abschlusstabelle
Abkürzungen: GP = Spiele, W = Siege, L = Niederlagen, T = Unentschieden, OTL = Niederlage nach Overtime, GF = Erzielte Tore, GA = Gegentore, Pts = Punkte
|                           | GP | W  | L  | T | GF  | GA  | Pts |
| ------------------------- | -- | -- | -- | - | --- | --- | --- |
| Michigan Falcons          | 60 | 34 | 22 | 4 | 296 | 257 | 75  |
| Brantford Smoke           | 60 | 34 | 22 | 4 | 327 | 265 | 72  |
| Thunder Bay Thunder Hawks | 60 | 26 | 28 | 6 | 309 | 289 | 62  |
| St. Thomas Wildcats       | 60 | 24 | 29 | 7 | 263 | 288 | 57  |
| Flint Bulldogs            | 60 | 20 | 37 | 3 | 272 | 368 | 45  |

## Colonia-Cup-Playoffs
|  | Colonial-Cup-Halbfinale | Colonial-Cup-Halbfinale   | Colonial-Cup-Halbfinale |  |  | Colonial-Cup-Finale | Colonial-Cup-Finale       | Colonial-Cup-Finale |
|  |                         |                           |                         |  |  |                     |                           |                     |
|  |                         |                           |                         |  |  |                     |                           |                     |
|  | 2                       | Brantford Smoke           | 2                       |  |  |                     |                           |                     |
|  | 3                       | Thunder Bay Thunder Hawks | 4                       |  |  |                     |                           |                     |
|  |                         |                           |                         |  |  | 3                   | Thunder Bay Thunder Hawks | 4                   |
|  |                         |                           |                         |  |  | 4                   | St. Thomas Wildcats       | 3                   |
|  | 1                       | Michigan Falcons          | 1                       |  |  |                     |                           |                     |
|  | 4                       | St. Thomas Wildcats       | 4                       |  |  |                     |                           |                     |
|  |                         |                           |                         |  |  |                     |                           |                     |

## Vergebene Trophäen

### Mannschaftstrophäen
| Auszeichnung                               | Team                      |
| ------------------------------------------ | ------------------------- |
| Colonial Cup Gewinner der Playoffs         | Thunder Bay Thunder Hawks |
| Tarry Cup Bestes Team der regulären Saison | Michigan Falcons          |